# FastCGI
FastCGI는 상호 작용 프로그램을 웹 서버와 통신하기 위한 바이너리 프로토콜이다. FastCGI는 초기 공용 게이트웨이 인터페이스(CGI)의 변형이다. FastCGI의 주 목적은 웹 서버와 CGI 프로그램 간 통신 시 발생되는 부하를 줄임으로써 서버가 한 번에 더 많은 웹 페이지 요청을 관리할 수 있게 하는 것이다.

## FastCGI를 구현하는 웹 서버
- 아파치 HTTP 서버 (부분적)
- 캐디(Caddy)[1]
- Cherokee[2]
- Hiawatha[3]
- 제티[4]
- Kerio WebSTAR
- Lighttpd[5]
- 라이트스피드 웹 서버
- 인터넷 정보 서비스[6]
- Nginx
- 내비서버(NaviServer)
- Oracle iPlanet Web Server
- OpenBSD의 httpd(8)[7]
- 오픈 마켓 웹 서버
- Resin Application Server
- Roxen Web Server
- ShimmerCat web server.[8]
- 제우스 웹 서버

## FastCGI API 바인딩 언어
FastCGI은 네트워크 소켓을 지원하는 언어로 구현이 가능하다. (FastCGI는 프로토콜이지, 구현체는 아니므로 언어에 큰 제한을 받지는 않는다.) 다음을 위한 API가 존재한다:
- 에이다[10]
- 델파이/라자루스 프리 파스칼[11]
- C / C++
- 치킨 스킴
- 커먼 리스프[12]
- D 프로그래밍 언어
- Eiffel[13]
- 얼랭
- Go
- Guile Scheme
- 하스켈
- HP BASIC for OpenVMS
- 자바[14][4]
- 루아
- Node.js[15]
- OCaml
- 펄[16]
- PHP (php-fpm 또는 HipHop for PHP을 통해[17])
- 파이썬
- REALbasic (REAL Studio)[18]
- 루비
- 러스트[19]
- SmallEiffel
- 스몰토크: FasTalk, 돌핀 스몰토크
- Tcl
- WebDNA
- 발라 (C 바인딩을 통해)

루비 온 레일즈, 카탈리스트, 장고, 케플러, Plack 등의 최근의 프레임워크들은 임베디드된 인터프리터 (mod ruby, mod perl, mod python, mod_lua 등), 또는 FastCGI와 함께 사용이 가능하다.